# Amanco
A Amanco é uma marca de propriedade da empresa mexicana Orbia Advance Corporation (Antiga Mexichem), para tubos e conexões hidráulicas, bem como acessórios sanitários.
A empresa foi fundada em 1996. No Brasil, era controlada pela GrupoNueva e em 2007 foi comprada pelo Grupo Mexichem. O Grupo Mexichem foi renomeado em 2019 para Orbia Advance Corporation. A sede da subsidiária brasileira é na cidade de São Paulo.

## Principais linhas de produtos
- Linha Predial
- Linha Infraestrutura
- Linha Irrigação
- Linha Indústria